# Charmian Mellars
Charmian Mellars (7 de janeiro de 1982) é uma basquetebolista neozelandesa.

## Carreira
Charmian Mellars integrou a Seleção Neozelandesa de Basquetebol Feminino em Pequim 2008, terminando na décima posição.